# Tetramesa ovata
Tetramesa ovata is een vliesvleugelig insect uit de familie van de Eurytomidae. De wetenschappelijke naam werd voor het eerst geldig gepubliceerd in 1901 door Gyözö Viktor Szépligeti.